# شور ديميس
شور ديميس (من مواليد 21 يناير 1996 م) عداءة أثيوبية متخصصة في المسافات الطويلة (سباقات الطرق والماراثون). أصبحت محترفة عندما فازت في المركز الرابع في ماراثون دبي عام 2015 م. وفازت بالمركز الثامن في ماراثون بوسطن عام 2015.